# Waffenbrunn
Waffenbrunn település Németországban, azon belül Bajorországban. Lakosainak száma 2060 fő (2023. december 31.).

## Népesség
A település népessége az elmúlt években az alábbi módon változott:
| Lakosok száma | 284  | 580  | 1688 | 1792 | 2037 | 2075 | 2079 | 2053 | 2035 | 2060 |
|               | 1875 | 1950 | 1975 | 1987 | 2012 | 2014 | 2016 | 2017 | 2021 | 2023 |